# Daniel Viglietti
Daniel Alberto Viglietti Indart (Montevideo, 24 de julio de 1939-Ib., 30 de octubre de 2017) fue un cantante, compositor y guitarrista, considerado uno de los mayores exponentes del canto popular uruguayo y de gran reconocimiento en América Latina.
Desde 1994 realizó un importante aporte a la difusión de música e intérpretes de América Latina a través de sus programas de radio y televisión "Tímpano" y "Párpado".

## Biografía

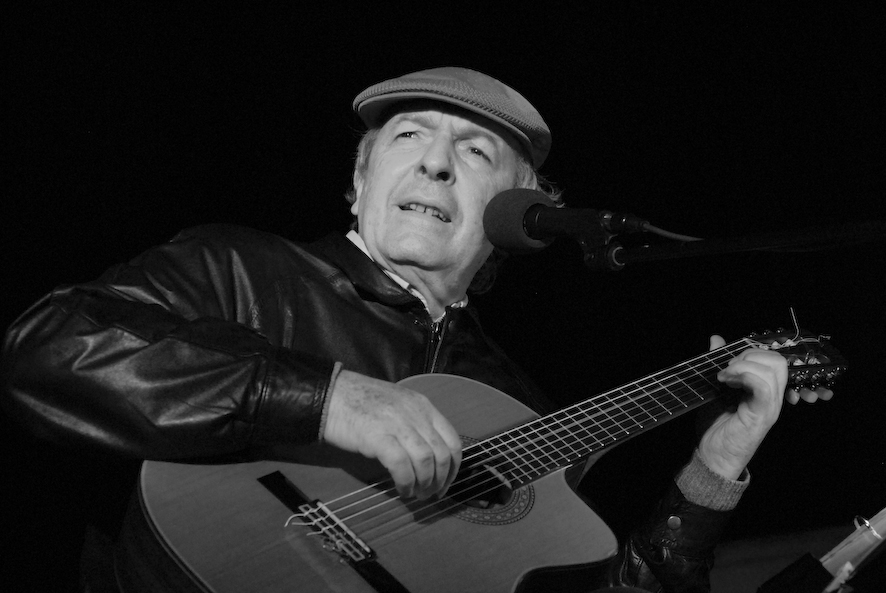
Viglietti en un concierto en Aguas Dulces, Departamento de Rocha, en 2007.

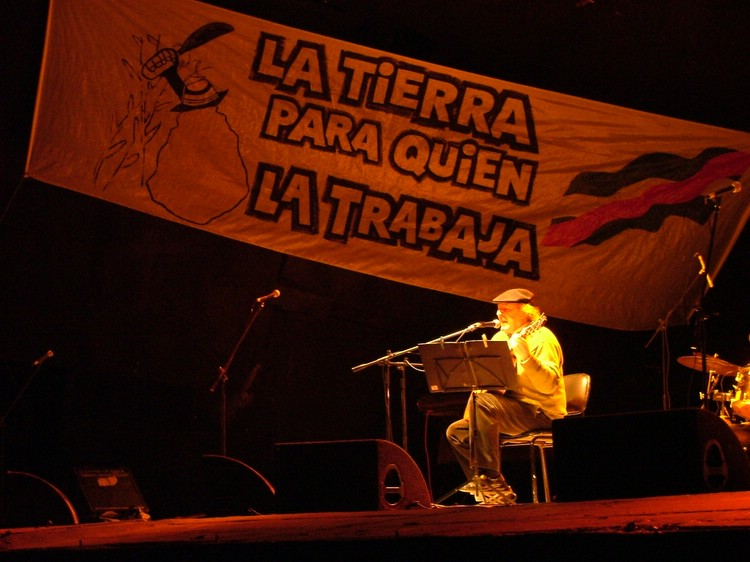
Daniel Viglietti en un festival por los trabajadores de la caña de azúcar (peludos) en Bella Unión, Departamento de Artigas.

Nacido el 24 de julio de 1939 en el seno de una familia de músicos —su madre era la pianista Lyda Indart, y su padre el guitarrista Cédar Viglietti—, desde niño entró en contacto con la música clásica y popular. Estudió guitarra con los maestros Atilio Rapat y Abel Carlevaro, adquiriendo así una sólida formación como concertista para luego dedicarse, en los años 1960, principalmente a la música popular.
Durante esa década desarrolló una intensa actividad como autor-compositor, cantor, docente y locutor en radio, que se inscribe en una creciente movilización popular en Uruguay. Participó en el semanario Marcha, y creó y dirigió el Núcleo de Educación Musical (Nemus). Su primera obra discográfica fue "Impresiones para canto y guitarra y canciones folclóricas" de 1963, a la que le seguirán cinco producciones más hasta 1973.
Su obra adquirió un carácter radical de fuerte contenido social y de izquierda, con letras asociadas a las luchas populares en Uruguay y en Latinoamérica. En el marco de represión de los movimientos armados de izquierda que precedió al golpe de Estado cívico-militar de 1973, Viglietti fue preso en 1972. La campaña por su liberación desde el exterior fue encabezada por nombres como Jean Paul Sartre, François Mitterrand, Julio Cortázar y Oscar Niemeyer. 
En 1973 comenzó su exilio en Argentina, que después continuaría en Francia, país donde vivió por once años. Durante el exilio retrajo su capacidad de composición, todas las canciones de entonces solamente se publicaron a su regreso, en un disco grabado en vivo, "no por casualidad"  titulado "Trabajo de hormiga". No obstante, continuó un intenso trabajo periodístico y radiofónico, y sobre todo recorrió el mundo en giras musicales solidarias, llevando su canto y denunciando la dictadura en el Uruguay y varios países de Latinoamérica.
Su exilio terminó con su regreso a Montevideo el 1 de septiembre de 1984, donde fue recibido por miles de personas en un recital que recordó como "el más emocionante en 40 años de carrera". Desde entonces editó y reeditó numerosos trabajos entre los que se destaca, en particular, el titulado A dos voces con Mario Benedetti en 1985, reflejo discográfico de numerosos recitales realizados junto al gran poeta uruguayo durante el exilio compartido por ambos.
Durante muchos años fue imposible encontrar sus discos anteriores a la dictadura, debido a la compra del sello Orfeo por multinacionales de la música con otros intereses y a los contratos leoninos que lo ligaban al sello. Recién en 1999, después de un largo juicio, Viglietti logró recuperar sus derechos. Remasterizados por él mismo, sus discos de los años 1960 y 1970 fueron entonces reeditados en CD por el sello Ayuí / Tacuabé.
Paralelamente a su actividad como músico, realizó una intensa tarea de investigación, preservación y difusión de la música latinoamericana. Durante años construyó un extenso archivo musical al que denominó "Memoria Sonora de América Latina", que incluye, además, entrevistas a músicos y escritores realizadas en un lapso de 40 años de trabajo. Desde 1994 realizó el programa radial "Tímpano" por Radio El Espectador de Montevideo, que fue retransmitido en Argentina, Venezuela y Francia, donde incluía grabaciones de su archivo y entrevistas nuevas. Desde 2004 llevó adelante el programa televisivo "Párpado" por TV Ciudad.
El 27 de noviembre del 2003 fue declarado Ciudadano Ilustre de la Ciudad de Montevideo por la Junta Departamental de Montevideo.

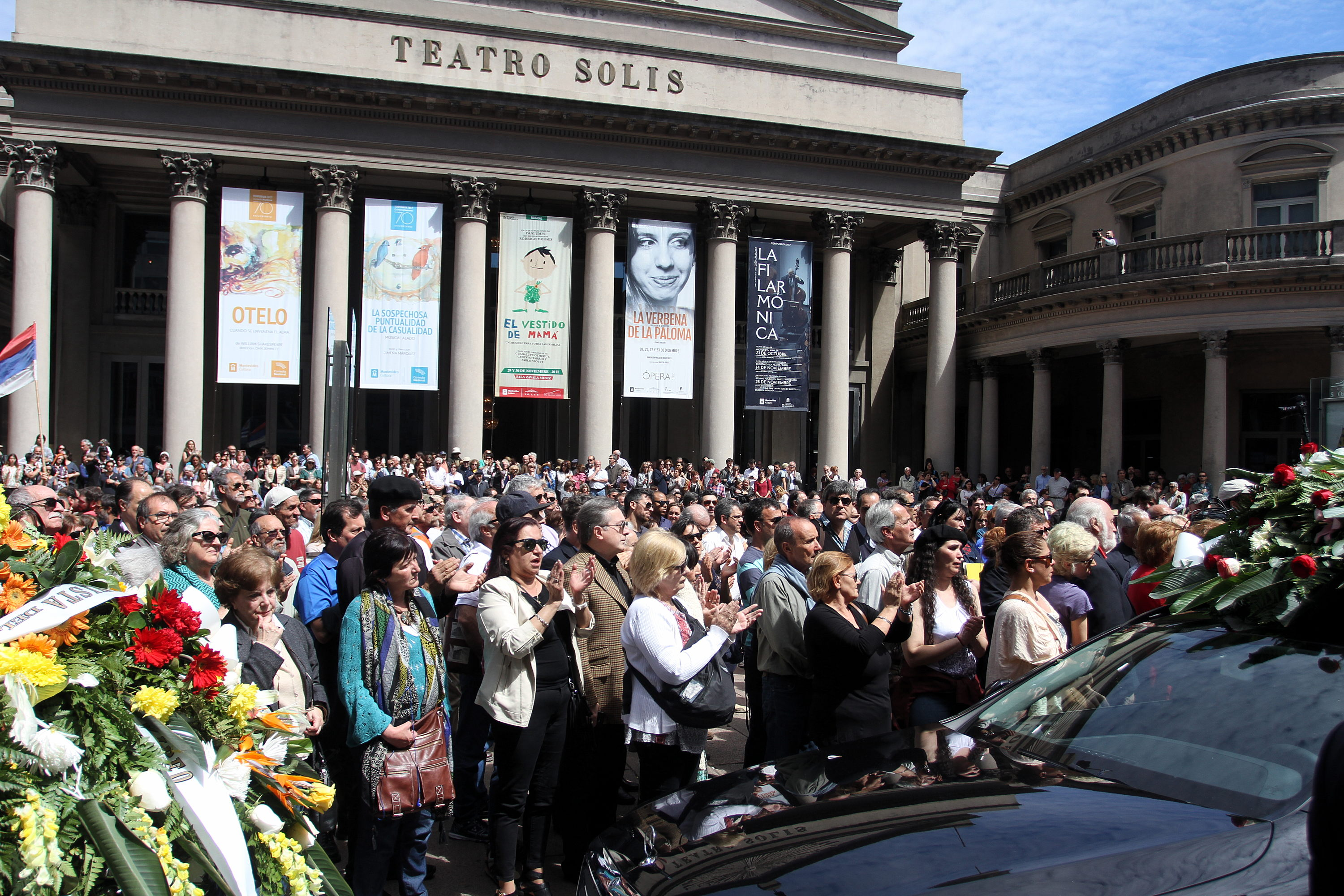
Velatorio de Daniel Viglietti en el Teatro Solís de Montevideo.

El 7 de octubre de 2015 recibió de manos de Silvio Rodríguez el premio "Noel Nicola", otorgado por el Proyecto para la Canción Iberoamericana Canto de Todos, el festival de canción de autor Barnasants de Cataluña y el Instituto Cubano de la Música en su primera ocasión, en la "Casa de las Américas" de La Habana, Cuba, la misma CASA donde se celebrara en 1967 el Encuentro Internacional de la Canción Protesta en el que Viglietti participó entre muchos músicos del mundo.
Falleció el lunes 30 de octubre de 2017, mientras era sometido a una intervención quirúrgica.

## Obra
Su obra musical se caracteriza por una particular mezcla entre elementos de música clásica y del folclore uruguayo y latinoamericano. Desde Hombres de nuestra tierra, su segundo disco a dos voces con Juan Capagorry, inicia un trabajo compartido con escritores, musicalizando luego poemas de Líber Falco, César Vallejo, Circe Maia, los españoles Rafael Alberti y Federico García Lorca, el cubano Nicolás Guillén entre otros.
Entre sus composiciones más conocidas están A desalambrar, Canción para mi América, Milonga de andar lejos y Gurisito. Su obra tiene proyección mundial, siendo interpretada por cantantes de varias nacionalidades, como Víctor Jara, Amparo Ochoa, Isabel Parra, Joan Manuel Serrat, Alí Primera, Mercedes Sosa, Chavela Vargas y Soledad Bravo entre muchos otros.

## Acusaciones
El 25 de julio de 2020, el periodista Nelson Díaz publicó en Facebook una acusación contra Viglietti sobre la violación de una menor. Después de esta denuncia, Lucía Viglietti Forner, sobrina del músico, difundió que el hecho ocurrió cuando el músico tenía 27 años, y que la víctima era una de sus propias sobrinas, entonces una niña de 10 años. El periodista Leonardo Haberkorn difundió las palabras en Facebook de Cédar Viglietti, padre de Lucía y hermano del músico solo por parte de padre, donde menciona que su familia encubrió un caso de abuso sexual. El 29 de julio de 2020, el diario El País publicó una misiva que Silvia Viglietti, hermana de Daniel Viglietti, envió a dicho medio de prensa contradiciendo las acusaciones. En la carta, Silvia Viglietti, escribió que "La acusación que se ha difundido, que me tiene como protagonista y aluden a mi familia, no se corresponde con la realidad".

## Discografía

### Álbumes de estudio
- Canciones folklóricas y 6 impresiones para canto y guitarra (Antar PLP 5024. 1963)
- Hombres de nuestra tierra (junto al narrador Juan Capagorry. Antar PLP 5045. 1964)
- La patria vieja. Segunda parte 1815-1816 (junto a Alberto Candeau. Antar - Sodre PLPS 5052)
- La patria vieja. Tercera parte 1817-1820 (junto a Alberto Candeau. Antar - Sodre PLPS 5053)
- Canciones para el hombre nuevo (Orfeo. 1968)
- Canciones para mi América (edición francesa. 1968)
- Canto libre (Orfeo ULP 90.537. 1970)
- Canciones chuecas (Orfeo ULP 90.558. 1971)
- Trópicos (Orfeo. 1973)
- Trabajo de hormiga (Music Hall. 1984)
- Por ellos canto (Orfeo. 1984)
- A dos voces (junto a Mario Benedetti. Orfeo. 1985)
- A dos voces (junto a Mario Benedetti. Orfeo. 1987)
- Esdrújulo (Orfeo, 1993)
- A dos voces volúmenes 1 y 2 (junto a Mario Benedetti. Orfeo CDO 047-2. 1994)
- Devenir (Ayuí / Tacuabé, 2004)
- Trabajo de hormiga (2008)

### Álbumes en directo
- En vivo (1978)

### Sencillos
- Nuestra bandera / Esta canción nombra (Orfeo 90010. 1969)
- Me gustan los estudiantes / A desalambrar (Orfeo 90011. 1969)
- Nostalgia de mi tierra / Yo nací en Jacinto Vera (Orfeo 90039. 1970)

### Reediciones y recopilaciones
- A desalambrar (EMI 16584. 1970)
- Canciones con fundamento (Diapasón DP-99330)
- Seis impresiones para canto y guitarra (Ayuí / Tacuabé am26cd)
- Hombres de nuestra tierra (con Juan Capagorry. Ayuí / Tacuabé am28cd)
- Canto libre  (Ayuí / Tacuabé am34cd)
- Canciones para el hombre nuevo  (Ayuí / Tacuabé am35cd)
- Canciones chuecas (Ayuí / Tacuabé ae212cd. 1999)
- Trópicos  (Ayuí / Tacuabé ae226cd)
- A dos voces (con Mario Benedetti. Ayuí / Tacuabé ae238cd)
- Esdrújulo  (Ayuí / Tacuabé ae312cd)
- Trabajo de hormiga (Ayuí / Tacuabé ae334cd. 2008)

### Colectivos
- 4. Festival des politischen Liedes (1974)
- Compañero presidente (1975)
- Rote Lieder 70-76 (1977)
- 19. Festival des politischen Liedes (1989)
- Zehnkampf - Festival des politischen Liedes 1970-1980 (1980)
- La mémoire chantée de Régine Mellac (1984)
- ¡El Che vive! (1997)